# Bülheimer Heide
Die Bülheimer Heide ist ein Gebiet im Kreis Paderborn. Es befindet sich 5 km südöstlich von Lichtenau und nordwestlich von Kleinenberg. Es liegt östlich der Bundesstraße 69. Die im Norden der Heide gelegene Anhöhe hat eine Höhe von 345 m NN. Direkt im Norden liegt das Schwarze Bruch, ein Moor. Die daran angrenzende, zur Bülheimer Heide gehörende Pfeifengraswiese war wahrscheinlich früher selbst ein Moor, ehe sie verlandete. Sie gehört heute zu den schutzwürdigen Biotopen des Naturschutzgebiets Eselsbett und Schwarzes Bruch. Das im Süden des Gebiets gelegene Tal der Sauer ist als Naturschutzgebiet Sauerbachtal Bülheim geschützt. Im Süden der Heide liegt auch das Gut Bülheim.
Koordinaten: 51° 36′ 23,4″ N, 8° 57′ 17,1″ O